# Tipula bubo
Tipula bubo är en tvåvingeart som beskrevs av Alexander 1918. Tipula bubo ingår i släktet Tipula och familjen storharkrankar. Inga underarter finns listade i Catalogue of Life.